# ريتشارد أ. بيكر
ريتشارد أ. بيكر (بالإنجليزية: Richard A. Baker)‏ هو شخصية أعمال أمريكي، ولد في 1966.